# Kunstmuseum Nukus
Das Kunstmuseum Nukus (offizieller Name: Staatliches Kunstmuseum der Republik Karakalpakistan, auch Sawitsky Museum of Art oder auch einfach Nukus Museum) ist ein staatliches Museum in Usbekistan in Nukus, der Hauptstadt der autonomen Republik Karakalpakistan.
Es ist eines der am meisten besuchten Museen von Usbekistan und beherbergt mehr als 85.000 Exponate.

## Sammlung
Das 1966 eröffnete Kunstmuseum Nukus wird vielfach auch nach dem Gründer und ersten Direktor, Igor Witaljewitsch Sawizki, benannt. Die große Bandbreite der von der Sammlung umfassten geschichtlichen Epochen, Stile und der Einzelstücke geht auf den Gründer zurück. Um die Kunstwerke Karakalpakistans zu erhalten, wurde von ihm eine umfangreiche Sammlung der Volkskunst angelegt. Diese ergänzt durch zeitgenössische Kunst Usbekistans und der russischen Avantgarde. Kunstwerke unbekannter und unerkannter Künstler der Zeit der 1920er bis 1930er Jahre bzw. des 20. Jahrhunderts. Die Sammlung an russischer Avantgarde ist die weltweit zweitgrößte Sammlung (nach dem Russischen Museum in St. Petersburg) aus dem Zeitraum von etwa 1918 bis 1935.

### Archäologie
Die archäologische Abteilung des Kunstmuseums hat eine Sammlung von Exponaten über einen Zeitraum von über zweitausend Jahren, die überwiegend von örtlichen Fundstellen Karakalpakistans stammen (Schwerpunkt ist das Volk der Choresmier, dass damals hier lebte und deren Erforschung noch in den Anfängen steht).

### Bildersammlung
Die berühmte Bildersammlung des Museums besteht aus drei Abschnitten:
- usbekische Avantgarde der 1920er-1930er Jahre,
- russische Avantgarde des 20. Jahrhunderts und
- zeitgenössische Kunst von Karakalpakistan.[10]

### Volkskunst
Aufgrund von Forschungsarbeiten von Sergei Pawlowitsch Tolstow, N. A. Baskakov, A. L. Melkov, T. A. Zhdanko, A. S. Morozova und anderen rückte die Volkskunst der Bewohner Karakalpakistans in das Zentrum der wissenschaftlichen Forschungsarbeit. Durch die Sammeltätigkeit wurde bereits ein Grundstock für die weitere wissenschaftliche Erforschung gebildet. Die von Igor Witaljewitsch Sawizki zusammengetragene Sammlung gilt als die vollständigste ihrer Art.

## Restaurierungen
Das Museum verfügt über eine Restaurierungsabteilung, die als eine der wichtigsten Unterabteilungen des Museums gilt, um die ordnungsgemäße Erhaltung der Kunstwerke zu sichern. Dabei wird auch auf die Ausbildung der Mitarbeiter großer Wert gelegt und auf die Zusammenarbeit mit ausländischen Museen und deren Restaurierungsabteilungen.

## Bibliothek
Das Museum verfügt über eine Sammlung von über 10.000 Büchern über orientalische Studien, der Volkskunst Karakalpakistans sowie vieler Völker der Welt, andere Kunstrichtungen, Mode u. a. m. in verschiedenen Sprachen.
Daneben werden auch Zeitschriften gesammelt (z. B.: “The Art”, “Young Artist”, “The Folk applied Art”, “The Bulletin of Ancient History”, “Archaeology and Ethnography”, “The New World”, “The Peoples Friendship”, “The Youth”, “The World of Art”, “The Golden Fleece” und andere) und besteht eine Video-Filmsammlung über die Geschichte der Weltkunst. Die Bibliothek ist frei zugänglich.